# Hauteville-Lompnès
Hauteville-Lompnès je naselje in občina v jugovzhodnem francoskem departmaju Ain regije Rona-Alpe. Leta 2010 je naselje imelo 4.044 prebivalcev.

## Geografija
Kraj se nahaja na visoki planoti v pokrajini Bugey, 64 km jugovzhodno od središča departmaja Bourga.

## Administracija
Hauteville-Lompnès je sedež istoimenskega kantona, v katerega so poleg njegove vključene še občine Aranc, Corlier, Cormaranche-en-Bugey, Prémillieu in Thézillieu s 5.689 prebivalci. 
Kanton je sestavni del okrožja Belley.

## Zgodovina
Občina Hauteville-Lompnès je bila ustanovljena leta 1942 z združitvijo  dveh dotedaj samostojnih občin Hauteville in Lompnès. Leta 1964 je s priključitvijo še dveh sosednjih občin Lacoux in Longecombe postala s površino 50,34 km² največja v departmaju.